# Шандорф
Шандорф (нем. Schandorf) — община (нем. Gemeinde) в Австрии, в федеральной земле Бургенланд. 
Входит в состав округа Оберварт.  Население составляет 297 человек (на 31 декабря 2005 года). Занимает площадь 11,3 км². Официальный код  —  1 09 32.

## Политическая ситуация
Бургомистр общины — Йозеф Кзенкзикс (СДПА) по результатам выборов 2007 года.
Совет представителей общины (нем. Gemeinderat) состоит из 11 мест.
- СДПА занимает 7 мест.
- АНП занимает 4 места.

## Внешние ссылки
- Официальная страница Архивная копия от 1 марта 2022 на Wayback Machine  (нем.)